# Régis Augusto Salmazzo
Régis Augusto Salmazzo (Jales, 30 novembre 1992) è un calciatore brasiliano, centrocampista del Remo.

## Caratteristiche tecniche
È un trequartista.

## Carriera
È cresciuto nelle giovanili del San Paolo.

## Statistiche

### Presenze e reti nei club
Statistiche aggiornate al 4 giugno 2023.
| Stagione        | Squadra         | Campionato      | Campionato | Campionato | Coppe nazionali | Coppe nazionali | Coppe nazionali | Coppe continentali | Coppe continentali | Coppe continentali | Altre coppe | Altre coppe | Altre coppe | Totale | Totale | Totale |
| Stagione        | Squadra         | Comp            | Pres       | Reti       | Comp            | Pres            | Reti            | Comp               | Pres               | Reti               | Comp        | Pres        | Reti        | Pres   | Reti   |        |
| --------------- | --------------- | --------------- | ---------- | ---------- | --------------- | --------------- | --------------- | ------------------ | ------------------ | ------------------ | ----------- | ----------- | ----------- | ------ | ------ | ------ |
| 2013            | Paulista        | A1/SP           | 6          | 0          | CB              | 0               | 0               |                    | -                  | -                  |             | -           | -           | 6      | 0      |        |
| 2013            | América-RN      | PD/RN+B         | 0+10       | 0+5        | CB              | 0               | 0               |                    | -                  | -                  |             | -           | -           | 10     | 5      |        |
| 2014            | Chapecoense     | PD/SC+A         | 9+5        | 8+0        | CB              | 1               | 0               |                    | -                  | -                  |             | -           | -           | 15     | 8      |        |
| 2014            | Sport Recife    | A1/PE+A         | 0+6        | 0+1        | CB              | 0               | 0               | CS                 | 0                  | 0                  |             | -           | -           | 6      | 1      |        |
| 2015            | Sport Recife    | A1/PE+A         | 12+26      | 1+3        | CB              | 6               | 3               | CS                 | 3                  | 0                  | CDN         | 10          | 1           | 57     | 8      |        |
| Totale Sport    | Totale Sport    | Totale Sport    | 44         | 5          |                 | 6               | 3               |                    | 3                  | 0                  |             | 10          | 1           | 63     | 9      |        |
| 2016            | Palmeiras       | A1/SP+A         | 4+0        | 0          | CB              | 0               | 0               | CL                 | 0                  | 0                  |             | -           | -           | 4      | 0      |        |
| 2016            | Bahia           | PD/BA+B         | 0+26       | 0+4        | CB              | 0               | 0               |                    | -                  | -                  |             | -           | -           | 26     | 4      |        |
| 2017            | Bahia           | PD/BA+A         | 7+29       | 2+4        | CB              | 2               | 1               |                    | -                  | -                  | CDN         | 11          | 6           | 49     | 13     |        |
| 2018            | Bahia           | PD/BA+A         | 8+18       | 1+3        | CB              | 4               | 0               | CS                 | 4                  | 1                  | CDN         | 9           | 1           | 43     | 6      |        |
| 2019            | Corinthians     | A1/SP+A         | 0+5        | 0          | CB              | 1               | 0               | CS                 | 1                  | 0                  |             | -           | -           | 7      | 0      |        |
| 2020            | Bahia           |                 | -          | -          |                 | -               | -               | CS                 | 0                  | 0                  | CDN         | 1           | 0           | 1      | 0      |        |
| Totale Bahia    | Totale Bahia    | Totale Bahia    | 78         | 14         |                 | 4               | 1               |                    | 4                  | 1                  |             | 21          | 7           | 107    | 23     |        |
| 2020            | Cruzeiro        | M1/MG+B         | 2+27       | 1+2        | CB              | 0               | 0               |                    | -                  | -                  |             | -           | -           | 29     | 3      |        |
| 2021            | Guarani         | A1/SP+A         | 7+29       | 0+9        | CB              | 0               | 0               |                    | -                  | -                  |             | -           | -           | 36     | 9      |        |
| 2022            | Coritiba        | A1/PR+A         | 10+22      | 0+1        | CB              | 3               | 0               |                    | -                  | -                  |             | -           | -           | 35     | 1      |        |
| 2023            | Coritiba        | A1/PR           | 6          | 0          | CB              | 1               | 0               |                    | -                  | -                  |             | -           | -           | 7      | 0      |        |
| Totale Coritiba | Totale Coritiba | Totale Coritiba | 38         | 1          |                 | 4               | 0               |                    | -                  | -                  |             | -           | -           | 42     | 1      |        |
| 2023            | Guarani         | A               | 9          | 1          | CB              | 0               | 0               |                    | -                  | -                  |             | -           | -           | 9      | 1      |        |
| Totale carriera | Totale carriera | Totale carriera | 283        | 46         |                 | 18              | 4               |                    | 8                  | 1                  |             | 31          | 8           | 340    | 59     |        |

## Palmarès

### Club

#### Competizioni statali
- Campeonato Baiano: 1

Bahia: 2018
- Campeonato Paulista: 1

Corinthians: 2019
- Campeonato Paranaense: 1

Coritiba: 2022

#### Competizioni regionali
- Copa do Nordeste: 1

Bahia: 2017

### Individuale
- Capocannoniere della Copa do Nordeste: 1

2017 (6 reti)
- Miglior giocatore della Copa do Nordeste: 1

2017